# Parc naturel préfectoral Futakuchi Kyōkoku
Pour les articles homonymes, voir Futakuchi.
 (juillet 2020).
Le Parc naturel préfectoral Futakuchi Kyōkoku (県立自然公園二口峡谷, Kenritsu shizen kōen Futakuchi Kyōkoku, Futakuchi Kyōkoku Prefectural Natural Park) est un parc naturel préfectoral de la préfecture de Miyagi, au Japon. Désigné comme parc naturel la première fois en 1947, il fait partie de la juridiction territoriale de la ville de Sendai. Le parc entoure la vallée de la rivière Hirose (ja) (広瀬川, Hirosegawa), tributaire de la rivière Natori (ja) (名取川, Natorigawa), et comprend les Gorges de Futakuchi (ja)  (二口 峡谷, Futakuchi Kyōkoku), en plus de traverser Onsen de Sakunami (en) (作並温泉, Sakunami Onsen). ON peut notamment y retrouver des macaques japonais et des saros du Japon.